# Stazione di Nozaki (Osaka)
La stazione di Nozaki (野崎駅?, Nozaki-eki) è una stazione ferroviaria della città di Daitō, nella prefettura di Osaka in Giappone. La stazione è gestita dalla JR West e serve la linea Katamachi (linea Gakkentoshi).

## Linee
JR West
■ Linea Katamachi

## Struttura
La stazione è costituita da due marciapiedi laterali con 2 binari in superficie.
| 1-2 | ■ Linea Katamachi | per Kyōbashi, Kitashinchi e Amagasaki      |
| 3-4 | ■ Linea Katamachi | per Shijōnawate, Matsuiyamate, Kizu e Nara |

## Stazioni adiacenti
| ≪                                           | Servizio        | ≫               |
| Linea Katamachi                             | Linea Katamachi | Linea Katamachi |
| ------------------------------------------- | --------------- | --------------- |
| Shijōnawate                                 | Locale          | Suminodō        |
| Il Rapido e il Rapido Regionale non fermano |                 |                 |